# Dreipunkt-Kraftheber

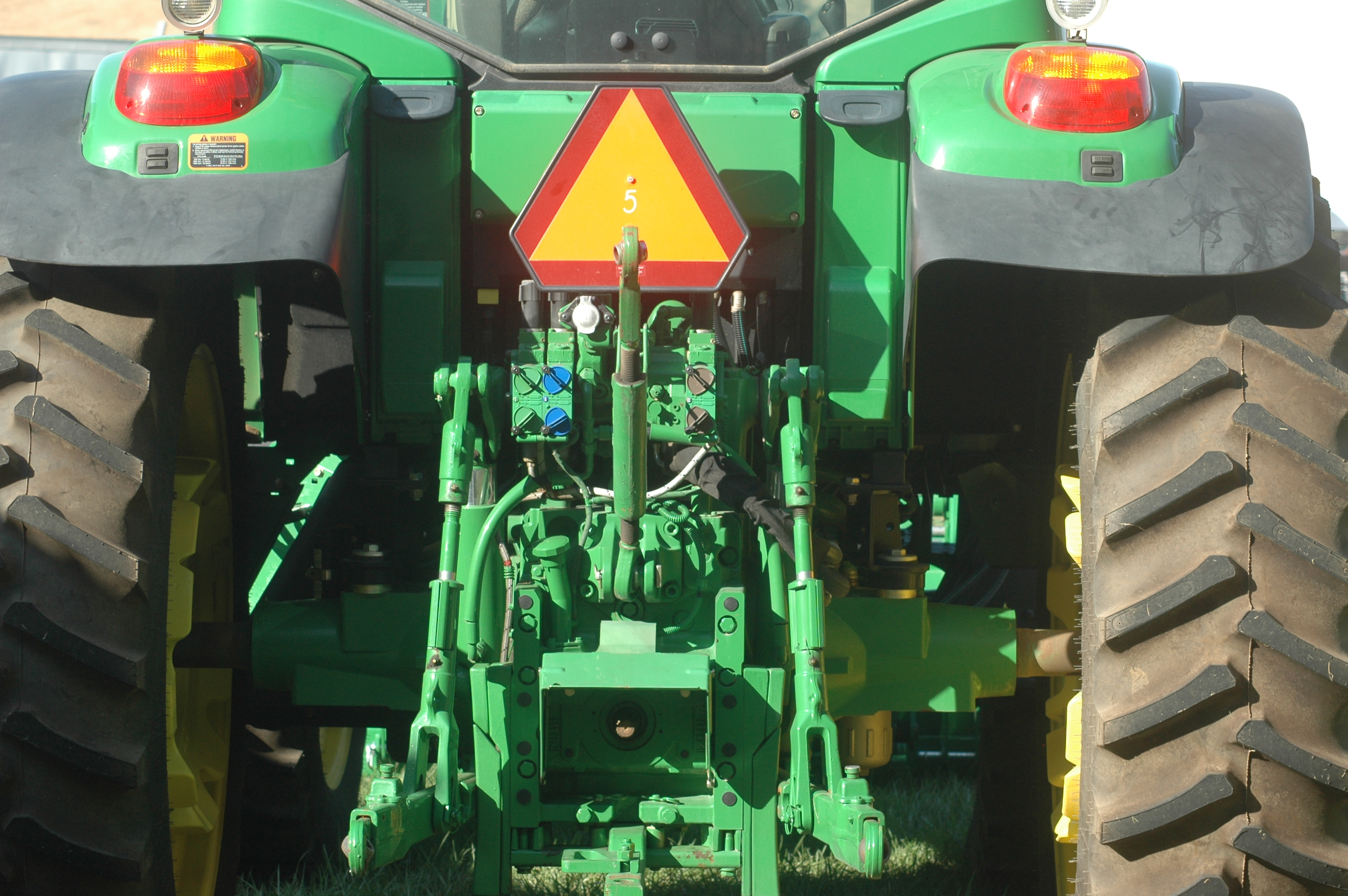
Dreipunkt-Kraftheber mit Ober- und zwei Unterlenkern ohne Fanghaken. Die Zapfwelle ist unten in der Mitte sichtbar.

Ein Dreipunkt-Kraftheber, auch als Dreipunkthydraulik oder Dreipunktaufhängung bekannt, ist eine hydraulische Vorrichtung an Traktoren, um Anbaugeräte (Arbeitsgeräte) anzukuppeln und anzuheben.
Das auch kurz als Dreipunkt oder Hydraulik bezeichnete Bauteil ist häufig an der Rückseite eines Traktors zu finden (Heckhubwerk). An der Front des Traktors angebracht wird von einem Fronthubwerk gesprochen. Die Abwärtsbewegung erfolgt entweder hydraulisch oder bei einfacheren Systemen durch das eigene Gewicht seiner Elemente (Unterlenker) bzw. der Anbaugeräte.
Dreipunkt heißt das System, weil die Arbeitsgeräte an drei Punkten am Traktor befestigt werden.

## Aufbau

Aufbau des Dreipunkt-Krafthebers (hier mit Fanghaken)
1 – Hubarm
2 – Oberlenker
3 – Befestigung am Traktor
4 – Hubzylinder
5 – höhenverstellbare Hubstange
6 – Unterlenker
7 – Reduzierkugel im Fanghaken

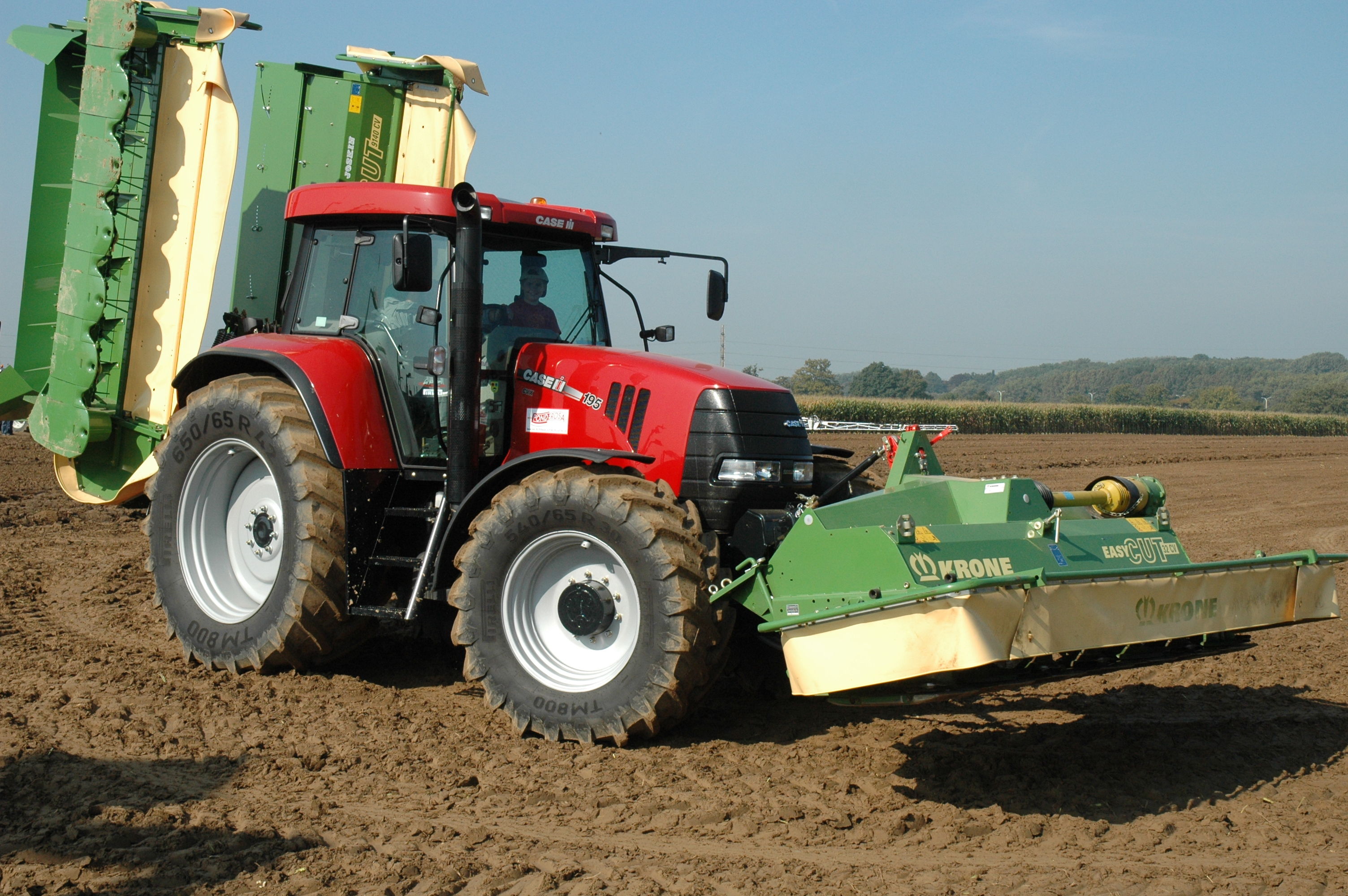
Scheibenmähwerke in Transportstellung am Front- und am Heck-Dreipunkt-Kraftheber. Gut sichtbar ist die Winkeländerung des Frontmähwerks beim Aushub. In Arbeitsstellung wäre es waagerecht.

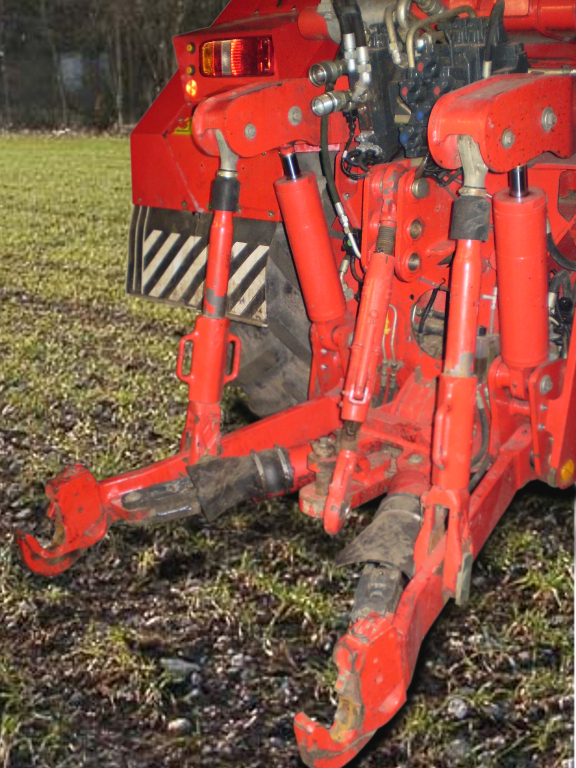
Dreipunkt-Kraftheber – Gut erkennbar sind die Hebel, die die Hubarbeit der Hydraulikzylinder an die Unterlenker leiten. Der Oberlenker hängt mittig herunter.

Tief am Heck des Traktors sind zwei Hebel in Längsrichtung montiert. Sie werden als Unterlenker bezeichnet, deren freie Enden die beiden unteren Punkte der Dreipunkt-Aufhängung bilden. Die Unterlenker werden mit waagerechten, quer zur Fahrtrichtung orientierten Wellen bzw. Bolzen am Traktor befestigt.
An den freien Enden der Unterlenker werden die Feldgeräte angekuppelt. Gewichtskräfte der Geräte werden auf die Antriebsachse übertragen, was die Traktion und somit die Zugleistung des Traktors erhöht. Die Unterlenker werden entweder direkt oder über ein Hebelsystem mit einem Hydraulikzylinder angehoben. Bei größeren Traktoren wird jeweils ein Hydraulikzylinder pro Unterlenker verwendet. Dies erhöht die Hubkraft. Zur Verwendung kommen einfach oder doppelt wirkende Hydraulikzylinder. Bei einfach wirkenden Hydraulikzylindern wird nur das Eigengewicht des Anbaugerätes getragen. Doppelt wirkende Hydraulikzylinder haben den Vorteil, dass neben dem Tragen auch Druck auf das Anbaugerät ausgeübt werden kann.
Oberhalb der Unterlenker ist mittig ein weiterer Lenker am Traktor angebracht. Er wird als Oberlenker bezeichnet und sein Ende ist der dritte Punkt der Dreipunkt-Aufhängung. Durch die Längenänderung des Oberlenkers wird die Neigung des Anbaugerätes eingestellt. Der Oberlenker wird als Gewindespindel ausgeführt, die ohne Demontage verlängert oder verkürzt werden kann. Bei schwereren Traktoren und Feldgeräten kann die Länge über doppelt wirkende Hydraulikzylinder auch unter Belastung verstellt werden.
Die Aufhängungspunkte der Ober- und Unterlenker werden häufig als Fanghaken ausgeführt. Das ermöglicht ein schnelleres Ankoppeln der Anbaugeräte ohne Hilfskräfte, die z. B. die Unterlenker seitlich auf die Bolzen führen müssen.

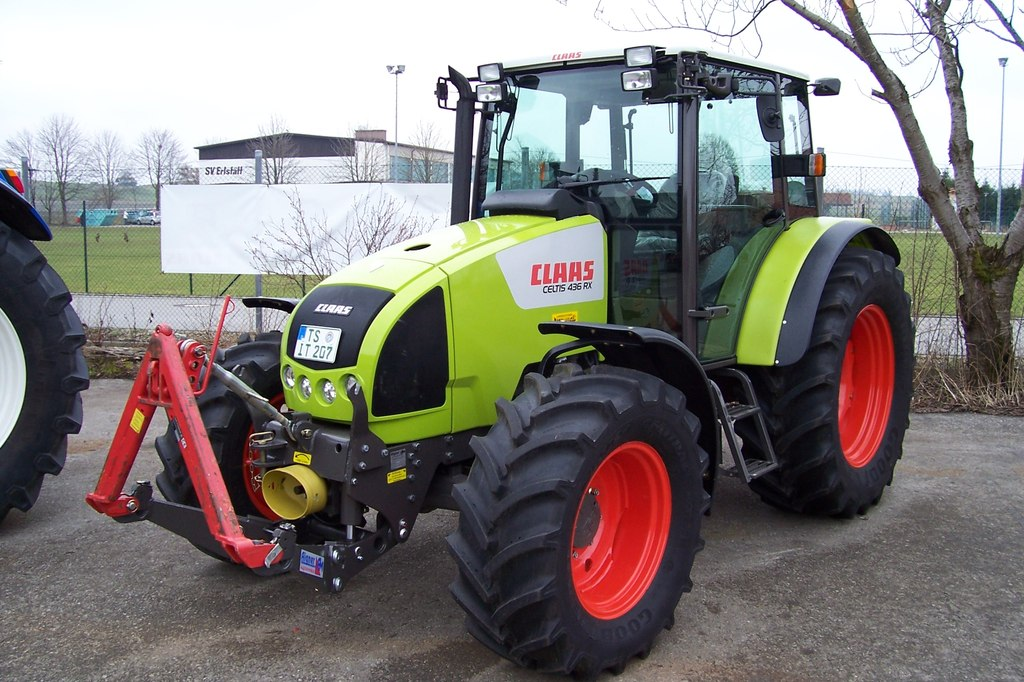
Front-Dreipunkt-Kraftheber, hier mit Schnellkuppeldreieck (rot) und Zapfwelle (gelb)

Das Anbaugerät hat einen sogenannten „A-Rahmen“; an ihm werden die Fanghaken des Unterlenkers eingehängt. Beim Anheben in die Transportstellung wird das Anbaugerät durch die Kinematik der ungleich langen Anlenkung in Richtung des Traktors gekippt und somit der Schwerpunkt des Anbaugeräts zur Standfläche des Fahrzeugs verlagert. So wird eine für den Straßentransport erwünschte Fahrstabilität des Traktors erreicht.

## Funktion
Mit der hydraulischen Dreipunktaufhängung lassen sich die Feldgeräte
- Anheben
- stabil und sicher transportieren
- auf dem Feld einfach und schnell in Arbeitsstellung bringen
- auf eine bestimmte Arbeitstiefe einstellen und bei der Bodenbearbeitung automatisch genau regulieren.

Vorteile einer automatischen Hubwerksregelung:
- Je nach Voreinstellung der Hydraulik sorgt das Eigengewicht des Feldgerätes für eine Verbesserung der Traktion an den Hinterrädern des Schleppers.
- Es wirkt mehr Druck auf die Hinterräder, was den Schlupf und somit den Reifenverschleiß verringert.
- Auch bei hohen Zugkräften wird die Vorderachse nicht angehoben. Eine bessere Lenkbarkeit ist die Folge.
- Bei Allradantrieb kann die Traktion aller Räder ausgenutzt werden.
- Entlastung des Fahrers
- Bessere Arbeitsqualität durch gleichbleibende Geräteposition.
- Weniger Verschleiß an der Dreipunktaufhängung und den Arbeitsgeräten.

In Abhängigkeit von eingestellter Arbeitstiefe und Bodenbeschaffenheit wirken unterschiedliche Kräfte auf Ober- und Unterlenker. Die Lenker übertragen die zur Steuerung der Hydraulik erforderlichen Druck- und Zugkräfte. Werden nur die Kräfte bzw. die Bewegungen des Oberlenkers berücksichtigt, spricht man von „oberlenkergesteuert“. Mit „unterlenkergesteuert“ bezeichnet man Hubwerksregelungen, bei denen am Unterlenker die Steuersignale abgegriffen werden.
Nach folgendem Schema wird die Ansteuerung der Hydraulikzylinder geregelt:
- mehr Zugwiderstand = das Hubwerk hebt den Pflug an
- weniger Zugwiderstand = das Hubwerk senkt den Pflug tiefer ab.

Je nach Art der Umsetzung von Druck- und Zugkräften in Steuersignale unterscheidet man folgende Systeme:

### MHR
Mechanische Hubwerkregelung. Die Ober- oder Unterlenker wirken über ein Gestänge auf die Hebel der Hubwerksbetätigung. Die MHR ist die älteste Form der Zugkraftregelung.

### SHR
Vollhydraulische Hubwerkregelung. Die Gestänge wirken direkt auf ein hydraulisches Steuerventil, das die Ansteuerung der Hydraulikzylinder regelt. Die SHR wurde 1983 von Case-IH am Markt eingeführt.
Die 3 Punkt Regelhydraulik wurde von Massey Ferguson 1956 mit dem FE35 eingeführt.

### EHR
Bei der elektronischen Hubwerksregelung werden die Bewegungen und Kräfte an der Aufhängung elektronisch erfasst. Die Lenker sind mit Kraftmessbolzen am Traktor befestigt. Im Bolzen sind zwei Magnetspulen vorhanden. Die Primärspule wird bestromt. Durch die Krafteinwirkung verändern sich die magnetischen Eigenschaften des Materials und in der Sekundärspule wird eine variable Spannung erzeugt. Anhand dieser Spannung wird von einem elektronischen Steuergerät der Lastzustand berechnet. Mit einem Positionssensor an der Dreipunktaufhängung kann die genaue Höhe ermittelt und eingestellt werden.
Die elektronische Regelung ist im Allgemeinen feinfühliger und schneller als eine mechanische Regelung. Durch den Wegfall von mechanischen Komponenten ist eine elektronische Hubwerksregelung verschleißarm und weniger wartungsintensiv. Die EHR ist Standard bei modernen Traktoren.
Die Hubwerksregelung kann zugkraftabhängig oder lageabhängig regeln. Auch eine Mischung aus beiden Regelungsarten ist möglich.
- Zugkraft-Regelung:

Als Parameter für die Regelung wird die Zugkraft an den Gestängen abgegriffen. Die zugkraftabhängige Regelung wird generell nur beim Pflügen eingesetzt.
- Lage-Regelung:

Das Hubwerk wird nach seiner relativen Höhenänderung zum Traktor gesteuert. Das Anbaugerät wird fix auf einer bestimmten Höhe gehalten. Lage Regelung wird beispielsweise für Düngerstreuer angewendet.
- Schwimmstellung:

Schwimmstellung bedeutet keine Regelung. Die Hydraulikzylinder werden zum Hydraulikrücklauf freigeschaltet. Die Anbaugeräte können sich frei nach oben und unten bewegen. Bei der Schwimmstellung wird die Arbeitshöhe durch Stützräder am Anbaugerät eingestellt. Einsatz zum Beispiel bei Drillmaschinen.
Durch den Einsatz der Elektronik können auch weitere Funktionen realisiert werden.
- Einstellung unterschiedliche Transporthöhen für unterschiedliche Geräte.
- Schwingungsdämpfung beim Transport.
- Schwimmstellung mit elektronisch begrenzten Endpunkten.
- Antriebsschlupfregelung
- Programmierbare Arbeitsabfolgen – z. B. automatisches Anheben und Absenken für das Drehen des Wendepfluges am Vorgewende
- Regelung der Arbeitsstellung und programmierter Arbeitsabfolgen mithilfe von GPS-Navigationsdaten.

An den Unterlenkern kann bei Bedarf eine Ackerschiene befestigt werden. Bei alten Traktoren ohne Dreipunkt war die Ackerschiene starr mit dem Traktor verbunden.

## Schnellkuppler und Maße

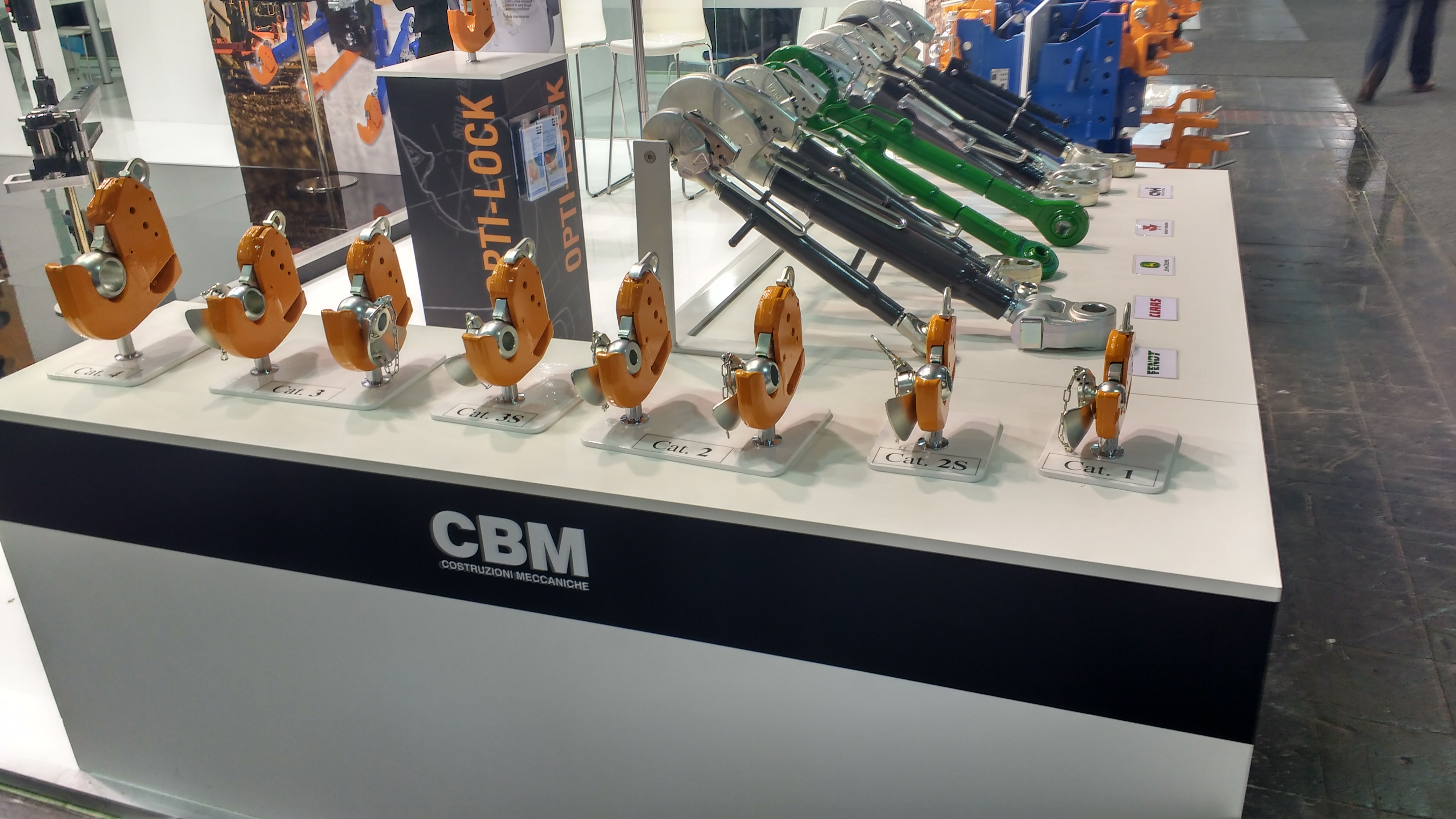
Ausstellung von Schnellkupplern der Unterlenker auf einer Landtechnikmesse in verschiedenen Kategorien.

Die Dreipunktbefestigungen sind heute standardisiert und mit Schnellkupplern ausgerüstet. Je nach Zapfwellenleistung werden diese in die Kategorien 1 bis 4 eingeteilt. Zusätzlich gibt es noch die Kategorie 0 für kleine Kommunaltraktoren. Die Kategorien sind folgendermaßen definiert:
| Kategorie                                                                                        | 0            | 1                  | 2                  | 3                  | 4L                | 4H                |
| ------------------------------------------------------------------------------------------------ | ------------ | ------------------ | ------------------ | ------------------ | ----------------- | ----------------- |
| Zapfwellenleistung bei Motornenndrehzahl                                                         | bis 15 kW    | bis 48 kW          | bis 92 kW          | 80–185 kW          | 150–350 kW        | 150–350 kW        |
| Oberer Kupplungspunkt                                                                            |              |                    |                    |                    |                   |                   |
| Kugeldurchmesser Oberlenker                                                                      |              | 38 mm              | 50 mm              | 60 mm              | 78 mm             | 78 mm             |
| Kugelbreite Oberlenker (max.)                                                                    |              | 44 mm              | 51 mm              | 51 mm              | 64 mm             | 64 mm             |
| Bolzendurchmesser Oberlenker (Toleranz)                                                          | 17 mm        | 19 mm (0; −0,08)   | 25,5 mm (0; −0,13) | 32 mm (0; −0,2)    | 45 mm (0; −0,8)   | 45 mm (0; −0,8)   |
| lichter Abstand zw. Sicherungssteckern am Oberlenkerbolzen (min)                                 |              | 76 mm              | 93 mm              | 102 mm             | 140 mm            | 140 mm            |
| Untere Kupplungspunkte                                                                           |              |                    |                    |                    |                   |                   |
| Kugeldurchmesser Unterlenker                                                                     |              | 44 mm              | 56 mm              | 64 mm              | 85 mm             | 85 mm             |
| Kugelbreite Unterlenker (Toleranz)                                                               |              | 35 mm (0; −0,2)    | 45 mm (0; −0,2)    | 45 mm (0; −0,2)    | 57,5 mm (0; −0,5) | 57,5 mm (0; −0,5) |
| Bolzendurchmesser Unterlenker (Toleranz)                                                         | 17 mm        | 22,4 mm (+0,25; 0) | 27,7 mm (+0,3; 0)  | 37,4 mm (+0,35; 0) | 51,0 mm (+0,5; 0) | 51,0 mm (+0,5; 0) |
| Abstand Unterlenkermitte zur Längsmittelebene des Traktors                                       | 255 mm (10") | 359 mm             | 435 mm             | 505 mm             | 610 od. 612 mm    | 610 od. 612 mm    |
| Seitliche Abweichung der Unterlenker von Mittelstellung (min.)                                   |              | 100 mm             | 125 mm             | 125 mm             | 130 mm            | 130 mm            |
| Abstand Zapfwellenende bis Mittelpunkt des unteren Kupplungspunktes bei horizontalem Unterlenker |              | 500–575 mm         | 550–625 mm         | 575–675 mm         | 575–675 mm        | 610–670 mm        |

## Geschichte
Der Erfinder der Dreipunktaufhängung ist der Ire Harry Ferguson. Er bekam 1918 von der britischen Landwirtschaftsbehörde den Auftrag, durch die Entwicklung von landwirtschaftlichen Geräten die Effizienz der Nahrungsmittelproduktion zu steigern.
Im Jahre 1928 plante er den Prototyp eines neuen Anhängesystems. Ziel sollte es sein, einen Teil des Gewichts der Anbaugeräte auf den Traktor zu übertragen, um die Leistung eines leichten Traktors besser nutzen zu können. Aus der Duplex-Hitch entwickelte er die Dreipunktaufhängung.
Um seine Idee auch zukünftigen Herstellern wirksam demonstrieren zu können, plante er einen eigenen Schlepper zu konstruieren. Er benutzte Getriebeteile von David Brown und einen Herkulesmotor, der aus den USA kam.
Im Jahr 1933 stellte Ferguson in seiner Werkstatt in Belfast den weltweit ersten Schlepper mit hydraulischer Dreipunktaufhängung, den Black Tractor, vor. Der Name leitete sich von seiner schwarzen Lackierung ab. Der Black Tractor steht heute im Londoner Science Museum. In den folgenden Jahren schloss er sich mit dem englischen Traktorenhersteller David Brown zusammen. 1936 erschien der erste Serienschlepper mit dem Ferguson-System, der Ferguson Brown Typ A.
Bereits 1938 schloss Ferguson sich mit dem amerikanischen Automobil- und Schlepperhersteller Henry Ford zusammen. 1938 erschien auch der erste Ford-Schlepper mit der Dreipunktkupplung, der Typ 9N.
Ferguson trennte sich von Ford nach einem längeren Streit im Jahre 1947. Daraufhin baute er von 1947 bis 1953 selbst Schlepper. 1953 verkaufte er seine Fabrik dem kanadischen Landmaschinenhersteller Massey-Harris. Daraus entstand Massey Ferguson.
Im Jahr 1979 wurde mit einem Knicklenker-Traktor von Massey-Ferguson zum ersten Mal eine elektronische Hubwerksregelung (EHR) von Bosch zur Serienreife gebracht.

## Agrarhistorische Auswirkung
Die Dreipunkthydraulik hat die Landwirtschaft des 20. Jahrhunderts nachhaltig beeinflusst. Durch ihre Einführung wurde die intensive rationelle, weil Arbeitskraft sparende, Bodenbearbeitung möglich.